# La Philosophie bergsonienne
La Philosophie bergsonienne. Études critiques est un livre de philosophie écrit par Jacques Maritain et publié en 1914. Il s'agit de son premier livre publié. La seconde édition date de 1930. Elle est augmentée d'une longue préface qui revient sur l'ouvrage, les débats qu'il a occasionnés et les modifications apportées dans cette édition. Enfin, l'ouvrage est réédité en 1948 avec un post-scriptum.

## Contenu
L'essai est composé de plusieurs articles et conférences unis autour de la critique du bergsonisme. Il est en même temps une défense de la philosophie de Thomas d'Aquin, le « thomisme » adopté par l'auteur.